# Cho Mi-yeon
Cho Mi-yeon (hangul: 조미연; hanja: 曺 薇 娟; nascuda el 31 de gener de 1997), sovint coneguda com a Miyeon, és una cantant sud-coreana. És la vocalista principal del grup femení de K-pop (G)I-dle de Cube Entertainment, i va representar el personatge virtual de League of Legends Ahri al grup virtual K/DA.

## Primers anys
Cho va néixer el 31 de gener de 1997. És l'única filla de la família. Cho va mostrar un gran interès per cantar des de petita. El seu amor per la música es va inspirar en el seu pare. Els pares de Cho aviat van reconèixer la seva passió i la van enviar a les escoles de música per aprendre diverses habilitats, com ara violí, guitarra i piano.
Amb l'estímul dels amics i la família, Cho va fer una audició per a YG Entertainment durant l'escola mitjana. Va formar-se a YG Entertainment durant cinc anys.
Cho va continuar exercint música mentre es va inscriure a una acadèmia de música per reforçar les seves habilitats vocals, així com també aprendre a compondre i produir música. Cho va passar uns vuit anys com a entrenador abans de debutar amb (G)I-dle.

## Carrera

### 2016-2018: Activitats pre-debut
Al febrer de 2016, Cho va deixar YG Entertainment. Després es va convertir en cantant freelance i va aparèixer com a cantant associada amb Seulong el setembre de 2016. A principis del 2017, Cho es va convertir en formadora a Cube Entertainment.

### 2018 – actualitat: (G) I-dle i activitats en solitari
Cho va debutar oficialment amb (G)I-dle el 2 de maig de 2018 amb el seu mini-àlbum I Am i la cançó del títol "Latata".
El 26 d'octubre de 2018, es va confirmar que Cho actuaria a la Cerimònia d'obertura de les finals mundials de la League of Legends 2018, juntament amb Soyeon, Madison Beer i Jaira Burns. Les quatre cantants van proporcionar la veu per al grup virtual K/DA de noies de K-pop, amb Miyeon donant veu a Ahri, un dels campions més populars de la League of Legends. La canço de K/DA, "Pop/Stars", es va viralitzar a YouTube.
El 2019, Miyeon va col·laborar amb Hangzoo amb la cançó "Carro" com a part del projecte Amoeba Culture X Devine Channel Code Share.